# Рейчухи
Рейчухи (пол. Rejczuchy, нім. Karolinenhof) — село в Польщі, у гміні Барчево Ольштинського повіту Вармінсько-Мазурського воєводства.
Населення — 22 особи (2011).
У 1975-1998 роках село належало до Ольштинського воєводства.

## Демографія
Демографічна структура станом на 31 березня 2011 року:
|          | Загалом | Допрацездатний вік | Працездатний вік | Постпрацездатний вік |
| -------- | ------- | ------------------ | ---------------- | -------------------- |
| Чоловіки | 13      | 1                  | 11               | 1                    |
| Жінки    | 9       | 0                  | 5                | 4                    |
| Разом    | 22      | 1                  | 16               | 5                    |